# سیارک ۸۸۶۱
سیارک ۸۸۶۱ (به انگلیسی: 8861 Jenskandler، نامگذاری:1991TF7) هشت هزار و هشتصد و شصت و یکمین سیارک کشف شده‌است که در ۳ اکتبر ۱۹۹۱ کشف شد.
قدر مطلق سیارک برابر ۱۳٫۵۰ است.